# Xavier Cordomí i Fernàndez
Xavier Cordomí i Fernández (Barcelona, 1956). és un investigador i activista en cultura popular d'arrel tradicional. Ha publicat una vintena de llibres.

## Trajectòria i responsabilitats
Ha estudiat filologia catalana i té formació en antropologia, etnologia i folklore. Ha estat vinculat a la cultura tradicional i popular com a geganter, portador de bestiari i diable, sent membre fundador de diverses entitats, com l'Associació de Festes de la Plaça Nova, la Coordinadora de Colles de Gegants i de Bestiari de la Ciutat Vella de Barcelona, la Coordinadora de Geganters de Barcelona, la Coordinadora de Colles de Diables i Bestiari de Foc de Barcelona, el Col·lectiu Santa Fe per al Bestiari Festiu, el Senat de les Tradicions de la Mercè i l'Agrupació del Bestiari Festiu i Popular de Catalunya, i de moltes d'aquestes n'ha estat president o membre de la junta directiva. Ha estat assessor de moltes iniciatives de cultura tradicional, alhora que dissenyador, programador, organitzador i director de festes com el Toc d'Inici, el Corpus de Barcelona, el Fabulari de l'Hospitalet de Llobregat, Cerimònies Olímpiques i Paralímpiques Barcelona 1992 –Esclat de Festa-, Matí de Festa Major de Nou Barris, Actes tradicionals del Fòrum de les Cultures o el Folkgueroles, entre moltes altres.
Dirigeix la Casa dels Entremesos, director d'Actes Tradicionals del Servei de Festes de l'Institut de Cultura de Barcelona, membre del Comitè Executiu del Consell de Cultura de Barcelona, director artístic dels actes tradicionals de les Festes de la Mercè (des de 1985), del Corpus de Barcelona (des de 1992) i de les Festes de Santa Eulàlia (des de 1997), president de la Comissió de Seguiment del Protocol Festiu de la Ciutat de Barcelona, president de la Federació d'Entitats de Cultura Popular i Tradicional de Barcelona Vella i secretari de l'Associació de Festes de la Plaça Nova i, president de la Comissió de Festes de Sant Roc de la Plaça Nova.
entre altres responsabilitats, ha estat, també, membre del Consell Assessor de Cultura Popular i Tradicional de la Generalitat de Catalunya fins al 2008. i, també,Ha col·laborat amb el Centre de Promoció de Cultura Popular i Tradicional Catalana i la Generalitat de Catalunya com a assessor de grups de foc i en el disseny de diversos espectacles per ExpoCultura, Festa del Civisme, Vols Conèixer Catalunya?, etc. Ha col·laborat com a assessor de cultura tradicional i grups tradicionals per a Comediants, Focus, Taller de Cultura, Plasticiens Volants, Gerona Grup, etc. amb qui també ha dissenyat espectacles d'arrel tradicional per a diverses poblacions del país i de l'estranger com Milà, Tolosa de Llenguadoc, Bordeus, Poznań (Polònia), Síria, Japó, Saragossa…

## Publicacions i iniciatives
És autor d'alguns llibres relacionats amb les tradicions populars, especialment, relacionats amb el món geganter, com Imatgeria Festiva de la Ciutat Vella de Barcelona: Gegants, Nans, Bestiari i altres personatges (Barcelona, 1995), Altíssims senyors, Nobles Bèsties (Tarragona, 2001), A pas de gegant. Guia dels Gegants de Barcelona (Tarragona, 2001), Cent Anys dels Gegants de Sant Roc de la Plaça Nova (Barcelona, 2006), Bèsties de Festa (Barcelona, 2008), 4 ¼. 425 anys de Festes de Sant Roc de Barcelona. De vot de ciutat a festa popular a la plaça Nova (Barcelona, 2014). També ha participat com a conferenciant, ponent i articulista de nombrosos treballs a revistes, publicacions, comissions i congressos de cultura popular i tradicional. Ha estat redactor de Protocols Festius del Seguici Popular de Barcelona, Protocol Festiu de la Ciutat de Barcelona i Protocol Festiu de Ciutat Vella de Barcelona, i dels projectes Recuperació d'imatgeria festiva de la Barcelona Vella, Proposta per una nova definició festiva de Barcelona i la Casa dels Entremesos, Centre Barceloní de Producció i Difusió de Cultura Popular d'Arrel Tradicional.

## Reconeixements
Ha estat distingit amb la Medalla d'Honor de la Ciutat de Barcelona (Barcelona, 2008), el premi Tradicions i Costums d'Òmnium Cultural, (Esparreguera 2004), Geganter d'Honor de l'Agrupació de Colles Geganters de Catalunya, (Esplugues de Llobregat, 1997), Premi Unió de la Unió de Colles Sardanistes de Catalunya (Figueres, 1994).